# Moritz Moszkowski
Pour les articles homonymes, voir Moszkowski.
Moritz Moszkowski, né le 23 août 1854 à Breslau, et mort le 4 mars 1925 dans le 9e arrondissement de Paris, est un compositeur et pianiste allemand d'ascendance polonaise.

## Biographie
Deuxième enfant d’une famille de la classe moyenne juive polonaise, Moritz (Maurycy) Moszkowski naît le 23 août 1854 à Breslau — en province de Silésie à l'époque, actuellement à nouveau la ville polonaise de Wrocław. Il est le fils d'Isaac Moszkowski et de Salomée Hirschberg. Il reçoit sa première instruction musicale à la maison. En 1865, la famille s'installe à Dresde, où il est accepté au conservatoire. Ses premières tentatives de composition datent de cette époque : il produit un quintette avec piano à treize ans. En 1869, il se rend à Berlin pour poursuivre ses études, d'abord au conservatoire de Julius Stem avec Eduard Franck pour le piano, puis avec Friedrich Kiel pour la composition, et enfin au Tonkunst de la Neue Akademie de Theodor Kullak, où il rencontre les frères Scharwenka : Xaver et Philipp. Tous les trois resteront amis.
C'est à Berlin en 1873 que Moszkowski connaît ses premiers succès comme pianiste. Peu de temps après, il fait des tournées provinciales afin d'acquérir de l'expérience et d'établir sa réputation. En 1875, il organise un concert avec Philipp Scharwenka. Moszkowski est soliste dans un concerto pour piano en si mineur de sa propre composition, dont le manuscrit, longtemps présumé perdu, a été retrouvé en 2008 à la Bibliothèque nationale de France et publié en 2013. Franz Liszt accompagne le jeune compositeur sur un deuxième piano. C'est vers cette époque que Moszkowski publie ses premières compositions, parmi lesquelles le premier ensemble de Danses espagnoles, op. 12 — écrit à l'origine pour un duo avec piano et orchestré plus tard par Philipp Scharwenka —, qui assure la renommée de Moszkowski. Il est également bon violoniste et joue souvent le premier violon dans l'orchestre de l'académie. Il composera un concerto pour violon, op. 30.
Il demeure à Berlin pendant les vingt années qui suivent. Tout en conservant son poste d'enseignant, il donne des concerts dans toute l'Europe. Célèbre comme pianiste et compositeur, il l'est aussi comme chef d'orchestre : il est invité plusieurs fois à diriger l'Orchestre philharmonique de Londres.
Sa réputation étant assurée, il se rend à Paris en 1897. Il a alors 43 ans. Il épouse Henriette Chaminade (02-09-1863 – 13-01-1900), la sœur de Cécile Chaminade, dont il a un fils (Marcel, né en 1887) et une fille (Sylvia, née en 1889). Il est très recherché comme professeur et, n'étant pas sélectif, il propose son aide à tous les jeunes musiciens aspirant à faire carrière. Pour élève, il a notamment eu Vlado Perlemuter qui lui en gardera une gratitude infinie. À 44 ans il compose son second concerto pour piano en mi majeur, op. 59, longtemps connu comme le seul et unique, dont il assure la partie soliste lors de la création britannique au Concert philharmonique le 12 mai 1898. 
Vers 1908 cependant, il tombe malade à la suite de la perte tragique de sa fille en 1906. En ce début de siècle, les opinions et les goûts musicaux commencent à changer, mais ce nouvel ordre n'a aucune influence sur Moszkowski qui reste fidèle aux traditions du XIXe siècle. Sa popularité s'étiole et, bien qu'il continue à composer sans avoir perdu de ses forces créatrices, son rendement diminue avec sa perte d'ambition et d'enthousiasme. Ses dernières années se passent dans la pauvreté, par suite de la cession de ses droits d'auteur et au placement de sa fortune dans des valeurs allemandes, polonaises et russes, qui deviennent nulles lors de la guerre en 1914. Il meurt le 4 mars 1925 dans le 9e arrondissement de Paris.

## Citation
Selon certaines sources, il avait un humour assez caustique. Si on en croit A.J. Gutman, qui ne précise pas les circonstances, Hans von Bülow aurait écrit dans un album d'autographes « Bach, Beethoven, Brahms : tous les autres sont des crétins » (cretins dans le texte cité par Gutman) et Moszkowski, qui était juif, aurait écrit juste en dessous : « Les trois plus grands compositeurs sont Mendelssohn, Meyerbeer et Moszkowski : tous les autres sont des chrétiens » (chrétiens en français dans le texte cité par Gutman).

## Compositions

### Par ordre chronologique de composition
- Scherzo, op. 1
- Albumblatt pour piano, op. 2
- Concerto pour piano no 1 en si mineur, op. 3
- Caprice en la mineur, op. 4
- Fantaisie "Hommage à Schumann", pour piano, op. 5
- Fantaisie Impromptu pour piano, op. 6
- Trois Moments Musicaux, op. 7
- Fünf Walzer, pour piano quatre mains, op. 8
- Zwei Lieder, op. 9
- Skizzen, Vier Kleine Stücke, op. 10
- Drei Stücke, pour piano quatre mains, op. 11
- Fünf Spanische Tänze, op. 12
- Drei Lieder, op. 13
- Humoreske pour piano, op. 14
- Sechs Stücke, pour piano, op. 15
- Zwei Konzertstücke pour violon et piano, op. 16
- Drei Klavierstücke in Tanzform, op. 17 (1878)
- Fünf Klavierstücke, op. 18
- Jeanne d'Arc, op. 19 (poème symphonique)
- Allegro scherzando, op. 20
- Album espagnol pour piano quatre mains, op. 21
- Tränen. Fünf Gedichte von Adelbert von Chamisso, op. 22
- Suite pour orchestre Aus aller Herren Länder, op. 23 (existe aussi dans une version pour piano quatre mains)
- Trois Études de concert pour piano, op. 24
- Fünf Deutsche Reigen, pour piano quatre mains, op. 25
- Drei Gedichte im Volkston, op. 26
- Barcarolle et Tarentelle pour piano, op. 27
- Miniaturen, op. 28
- Drei Stücke pour piano et violoncelle, op. 29
- Concerto pour violon en do majeur, op. 30
- Six Morceaux, op. 31
- Drei Klavierstücke, op. 32
- Vier Klavierstücke, pour piano quatre mains, op. 33
- Trois Morceaux op. 34 (no 1 Valse)
- Quatre Morceaux, op. 35
- Huit Morceaux caractéristiques, op. 36 (dont Expansion, En automne, Air de ballet, Étincelles)
- Caprice espagnol, op. 37
- Quatre Morceaux, op. 38
- Suite orchestrale no 1, op. 39
- Scherzo-Valse pour piano, op. 40
- Gondoliera, op. 41
- Trois Morceaux poétiques pour piano, op. 42
- Cortège et Gavotte, pour piano quatre mains, op. 43
- Der Schäfer putzte sich zum Tanz, op. 44
- Deux Morceaux, pour violon et piano, op. 45  (no 2 Guitare)
- Valse et Mazurka, op. 46
- Suite orchestrale no 2, op. 47
- Deux Études de Concert, op. 48
- Boabdil der letzte Maurenkönig, op. 49 (opéra)
- Suite pour piano, op. 50
- Fackeltanz, op. 51
- Six Phantaisiestücke, pièce pour piano, op. 52 (no 4 La Jongleuse)
- Laurin. Ballet en Six Tableaux, op. 53
- Drei Stücke, op. 54
- Vier Polinische Volkstänze, pour piano quatre mains, op. 55
- Don Juan und Faust, op. 56
- Frühling (Cinq pièces pour piano) op. 57 (1896)
- Tristesses et sourires op. 58 (no 3 Près du berceau)
- Concerto pour piano no 2 en mi majeur, op. 59
- Trois Mazurkas, op. 60
- Trois Arabesques, op. 61
- Romance et Scherzo, op. 62
- Trois Bagatelles, op. 63
- Études sur une double notes, pour piano, op. 64
- Drei Neue Spanische Tänze, pour piano quatre mains, op. 65
- Trois Pensées Fugitives pour piano, op. 66
- Deux Morceaux pour piano, op. 67
- Quatre morceaux pour piano, op. 68 (Nocturne, Minuetto, Au crépuscule, Danse russe)
- Valse de Concert, op. 69
- Deux Morceaux pour piano, op. 70
- Suite en sol mineur pour deux violons et piano, op. 71
- Quinze Études de virtuosité "Per aspera", op. 72
- Trois Morceaux pour piano, op. 73
- Kaléidoskope, pour piano quatre mains, op. 74
- Deux Morceaux pour piano, op. 75
- Trois Morceaux pour piano, op. 76
- Dix Pièces mignonnes op. 77 (1907)
- Drei Etüden, op. 78
- Suite orchestrale no 3, op. 79
- Deux Morceaux pour piano, op. 80
- Six Morceaux pour piano, op. 81
- Quatre Morceaux pour piano, op. 82
- Six Morceaux pour piano, op. 83
- Quatre Moments musicaux, op. 84
- Präludium und Fuge, op. 85
- Trois Morceaux pour piano, op. 86
- Trois Morceaux pour piano, op. 87
- Grande Valse de concert pour piano, op. 88
- Tanz-momente, op. 89
- Introduction et Allegro pour l‘orgue éolien, op. 90
- Vingt Petites Études pour piano, op. 91
- Douze Études pour la main gauche seule, op. 92
- Six Morceaux pour piano, op. 93
- Dix Petits Morceaux pour piano, op. 94 (1916)
- Cinq Pièces Brèves pour piano, op. 95
- Le Maître et l'Élève, pour piano quatre mains, op. 96
- Esquisses techniques op. 97 (1920)

### Sans numéros d'opus
- Barcarolle tirée des Contes d'Hoffmann, de Jacques Offenbach,
- Chanson Bohème de l'Opéra Carmen de Georges Bizet
- Isoldens Tod, tirée de Tristan und Isolde de Wagner
- Valse mignonne en sol bémol majeur (1912)

## Discographie sélective
- Cinq danses espagnoles pour orchestre, livre 1, op. 12 : Orchestre Symphonique de Londres, dirigé par Ataulfo Argenta, 2 CD DECCA 1958 (+ Chabrier, Debussy, Glinka, Lalo, Ravel, Rimsky-Korsakov, sous le titre "Compositions espagnoles de compositeurs étrangers" ; direction d'orchestre partagée entre Ataulfo Argenta et Ernest Ansermet)
- Étude « Presto », op. 72 no 6 pour piano : Vladimir Horowitz, piano, 1 CD récital Deutsche Grammophon 1985, avec en compléments : Bach/Busoni, Chopin, Liszt, Mozart, Schubert...
- Concerto pour piano et orchestre, op. 59 (+ Concerto de Paderewski, op. 17) : Piers Lane (piano) & BBC Scottish Symphony Orchestra, dir. Jerzy Maksymiuk, 1 CD HYPERION 1991 (Collection Le Concerto romantique pour piano, vol. 1)
- Danses à 4 mains pour piano (Espagnoles, Polonaises, Allemandes...) : Le Duo de Piano de Cologne, 1 CD KOCH 1994
- Musique pour piano, vol. 2 : op. 6 ; op. 24 ; op. 42 ; op. 73 ; op. 88 & Isold Todens :  Seta Tanyel (Piano) 1 CD HYPERION Hélios 2002 (initialement enregistrement de 1996 CD COLLINS)
- Concerto pour piano et orchestre, op. 59 + Suite, op. 23 « Des Terres étrangères » : Markus Pawlik (piano) et Orchestre Radio-Symphonique National de Pologne, dir. Antoni Wit, 1 CD NAXOS 1996
- Musique pour piano, vol. 3 : op. 5 ; op. 27 no 1 ; op. 40 ; op. 67 no 2 ; op. 83 ; op. 86 & 87 : Seta Tanyel (Piano) 1 CD HYPERION Hélios 2002 (initialement enregistrement de 1998 CD COLLINS)
- Musique pour piano, vol. 1 : op. 2; op. 15 ; op. 27 no 2 ; op. 34 no 1 ; op. 36 nos 2 - 5 ; op. 52 no 4 ; op. 58 no 3 ; op. 67 no 1 ; op. 68 nos 1 - 4 ; Barcarolle aus Hoffmans Erzählungen & Chanson Bohème de l'Opéra Carmen de Georges Bizet : Seta Tanyel (Piano) 1 CD HYPERION Hélios 2002 (initialement enregistrement de 1993 CD COLLINS)
- Concerto, op. 30 et Ballade, op. 16 no 1 pour violon et orchestre (+ Concerto de Karlowicz, op. 8) : Tasmin Little (violon) et BBC Scottish Symphony Orchestra, dir. Martyn Brabbins (1 CD HYPERION 2003 - Collection Le Concerto romantique pour violon, vol. 4)
- Concerto pour piano et orchestre, op. 59 (+ Concerto de Grieg, op. 16) : Joseph Moog (piano) et Deutsche Radiophilharmonie Saarbrücken-Kaiserslautern, dirigé par Nicholas Milton, 1 CD ONYX 2015
- Concerto pour piano et orchestre, op. 3 (Concerto Inédit de jeunesse), Ludmil Angelov (piano) & BBC Scottish Symphony Orchestra, dir. Vladimir Kiradjiev (1 CD HYPERION 2016 - Collection Le Concerto romantique pour piano, vol. 68)
- Jeanne d'Arc, poème symphonique en 4 mouvements, op. 19 (1875/76), (orchestral music, vol. 1), Sinfonia Varsovie, dir. Ian Hobson. CD Toccata classics 2020. Diapason d'or.